# めぐみの休日
『めぐみの休日』（めぐみのきゅうじつ）は、麻丘めぐみ通算3枚目のスタジオ・アルバム。発売日は1973年5月25日。発売元はビクター音楽産業（現：ビクターエンタテインメント）。規格品番：SJX-127。1991年4月21日に初CD化された。

## 解説
先行シングル「森を駈ける恋人たち」とそのB面曲「そよ風のテラス」を含む、3作目のアルバム。シングル関連曲以外は、オリジナル楽曲のみで構成されている。
1曲目の "朝"（「朝のめざめ」）からラスト・ナンバーの "夜"（「グッド・ナイト・ママ」）までの一日を、ストーリー性を持った音楽で表現したコンセプト・アルバム。「そよ風のテラス」を除き、筒美京平のオリジナル楽曲である。
収録曲のうち、「ひとりの私」は本作発売後まもなく発表されたヒット・ソング「わたしの彼は左きき」のB面としてリカットされた。
パッケージ内には2つ折り歌詞カードと共に、同じく2つ折りのポスターが封入されている。
1991年には、本作品と次アルバム『めぐみと若い仲間たち』（1973/8/25）が1作にまとめられ、『定番コレクション2in One 「めぐみの休日 + めぐみと若い仲間たち」』として初CD化された。芸能生活50周年を迎えた2009年には、リマスタリングで高音質化された紙ジャケット仕様で初めて単独復刻された。タイトルは『めぐみの休日 +12』。1974年11月21日に発売された『ベスト・コレクション'75』（規格品番：SJV-754/755）にのみ収録されていた未CD化音源や、その他カラオケ音源がボーナス・トラックで12曲追加収録されている。12曲目「グッド・ナイト・ママ」と13曲目「積木の部屋」（布施明のカヴァー曲）の合間には、10秒程度のブランク・タイムが挿入された。

## 収録曲

### LP盤
※特記以外全作曲：筒美京平
Side A
1. 朝のめざめ
作詞：千家和也／編曲：高田弘
2. 朝もやの散歩道
作詞：千家和也／編曲：高田弘
3. 森を駈ける恋人たち
作詞：山上路夫／編曲：筒美京平
4. 春がいっぱい
作詞：千家和也／編曲：高田弘
5. そよ風のテラス
作詞：山上路夫／作曲・編曲：高田弘
6. 素敵なドライブ
作詞：千家和也／編曲：矢野誠

Side B
1. バケイション
作詞：千家和也／編曲：高田弘
2. いつも一緒に
作詞：山上路夫／編曲：高田弘
3. たそがれに歩けば
作詞：千家和也／編曲：穂口雄右
4. ひとりの私
作詞：千家和也／編曲：高田弘
5. 星のセレナーデ
作詞：千家和也／編曲：矢野誠
6. グッド・ナイト・ママ
作詞：千家和也／編曲：矢野誠

### CD盤（1991年・2002年版）
定番コレクション 2in One 「めぐみの休日 + めぐみと若い仲間たち」
- M-13〜25の作家は項目『めぐみと若い仲間たち』、M-26は「ときめき」参照のこと。

1. 朝のめざめ
2. 朝もやの散歩道
3. 森を駈ける恋人たち
4. 春がいっぱい
5. そよ風のテラス
6. 素敵なドライブ
7. バケイション
8. いつも一緒に
9. たそがれに歩けば
10. ひとりの私
11. 星のセレナーデ
12. グッド・ナイト・ママ
13. わたしの彼は左きき
14. すれ違った恋人
15. さよならの代りに
16. 恋の学校
17. 勇気をだして
18. 恋人なら
19. おとずれ
20. もう大人なのに
21. 三分電話
22. ごめんなさい
23. 時計
24. 雨あがり
25. 明日になれば
26. ときめき

### CD盤（2009年）
1. 朝のめざめ（1:23）
2. 朝もやの散歩道（2:44）
3. 森を駈ける恋人たち（2:50）
4. 春がいっぱい（2:39）
5. そよ風のテラス（3:19）
6. 素敵なドライブ（2:40）
7. バケイション（2:35）
8. いつも一緒に（2:59）
9. たそがれに歩けば（2:49）
10. ひとりの私（2:42）
11. 星のセレナーデ（3:14）
12. グッド・ナイト・ママ（1:38）
13. 積木の部屋 -ボーナス・トラック-（2:56）
  - 作詞: 有馬三恵子、作曲: 川口真、編曲: 穂口雄右
  - 原曲歌唱: 布施明（1974年3月10日発売）
14. ブルー・ライト・ヨコハマ -ボーナス・トラック-（2:51）
  - 作詞: 橋本淳、作曲: 筒美京平、編曲: 穂口雄右
  - 原曲歌唱: いしだあゆみ（1968年12月25日発売）
15. ロコモーション -ボーナス・トラック-（3:12）
  - 作詞: Gerry Goffin、作曲: Carole King、日本語詞: あらかわひろし、編曲: 穂口雄右
  - 原曲歌唱: リトル・エヴァ（1962年発売）、伊東ゆかりが日本語でカヴァーした。
16. 逃避行 -ボーナス・トラック-（3:33）
  - 作詞: 千家和也、作曲: 都倉俊一、編曲: あかのたちお
  - 原曲歌唱: 麻生よう子（1974年2月21日発売）
17. 心もよう -ボーナス・トラック-（3:12）
  - 作詞・作曲: 井上陽水、編曲: 穂口雄右
  - 原曲歌唱: 井上陽水（1973年9月21日発売）
18. 私は泣いています -ボーナス・トラック-（3:59）
  - 作詞・作曲: りりィ、編曲: あかのたちお
  - 原曲歌唱: りりィ（1974年3月5日発売）
19. やさしく歌って -ボーナス・トラック-（4:06）
  - 作詞: Norman Gimbel、作曲: Charles Fox、編曲: 穂口雄右
  - 原曲歌唱: ロリ・リーバーマン（1971年発売）、ロバータ・フラックがカヴァーした。
20. グッド・バイ・マイ・ラブ -ボーナス・トラック-（3:35）
  - 作詞: なかにし礼、作曲: 平尾昌晃 、編曲: あかのたちお
  - 原曲歌唱: アン・ルイス（1974年4月5日発売）
21. 人形の家 -ボーナス・トラック-（3:11）
  - 作詞: なかにし礼、作曲: 川口真、編曲: 穂口雄右
  - 原曲歌唱: 弘田三枝子（1969年7月1日発売）
22. ミドリ色の屋根 -ボーナス・トラック-（3:30）
  - 作詞: さいとう大三、作曲: 村井邦彦、編曲: 穂口雄右
  - 原曲歌唱: ルネ・シマール（1974年発売）
23. 森を駈ける恋人たち -オリジナル・カラオケ-（2:50）
24. そよ風のテラス -オリジナル・カラオケ-（3:16）

## 発売履歴
- 1973年05月25日 - LP、規格品番：SJX-127
- 1991年04月21日 - CD（2in One「めぐみの休日／めぐみと若い仲間たち」）、規格品番：VICL-151
- 2002年12月15日 - CD（2in One「めぐみの休日／めぐみと若い仲間たち」）、規格品番：VSCD-3716
- 2009年03月25日 - CD（紙ジャケット仕様、リマスタリング、本人インタビュー付）、規格品番：VICL-63259